# خشنیه

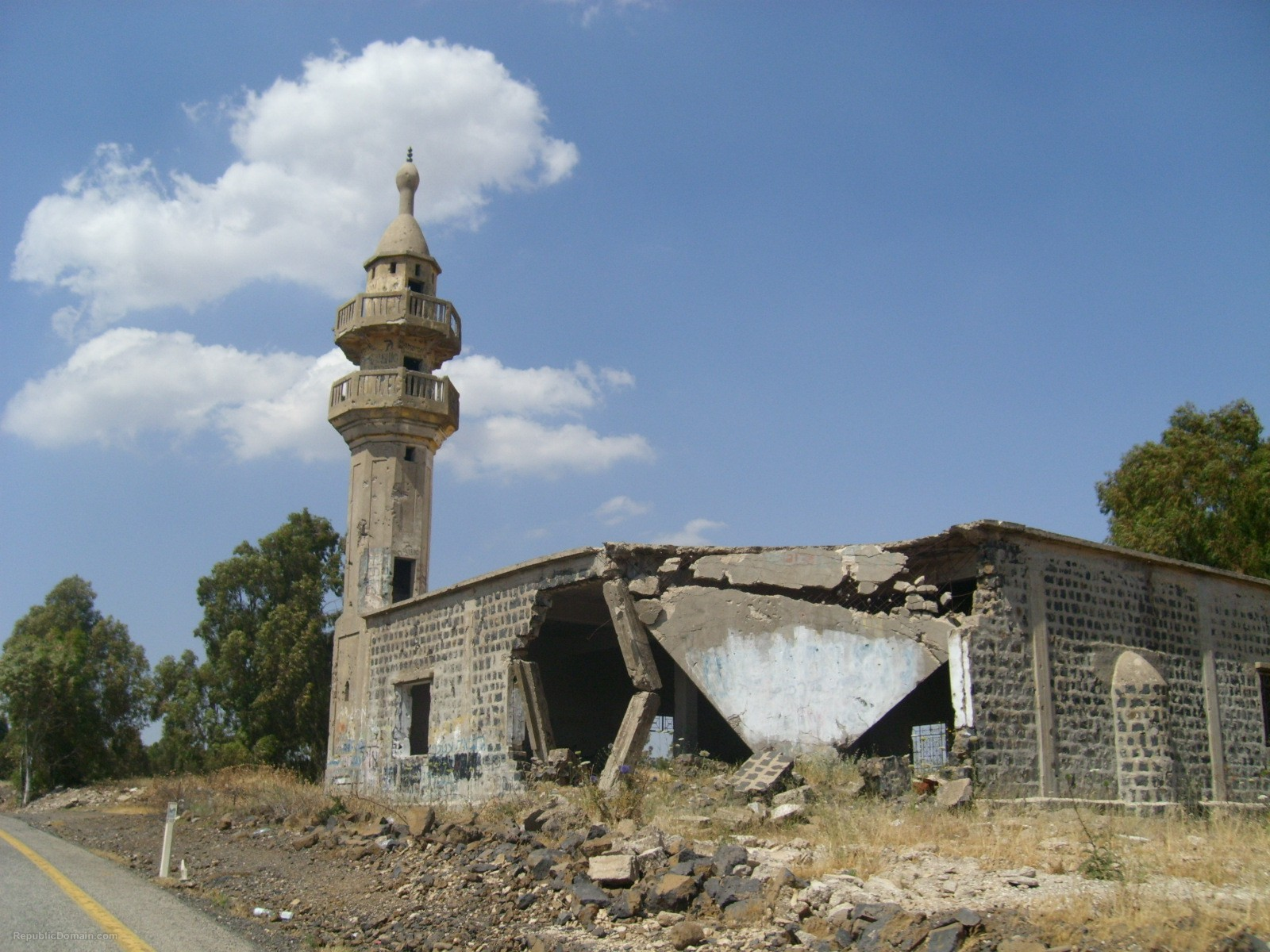
تصویر از ویرانه های الخشنیه

الخشنیه (به عربی: الخشنیة) یک منطقهٔ مسکونی در سوریه است که در استان شمال (اسرائیل) واقع شده‌است.